# No. 40 Squadron RAF
No. 40 Squadron RAF – brytyjska jednostka lotnicza utworzona w lutym 1916 w Gosport jako No 40 Squadron RFC; została rozwiązana w 1957 roku.
Od sierpnia 1916 roku do końca wojny jednostka służyła na terytorium Francji. No. 40 Squadron RAF w całym okresie I wojny światowej odniosła  314 zwycięstw: zniszczyła 130 samolotów i 30 balonów obserwacyjnych oraz zestrzeliła lub poważnie uszkodziła 144 samoloty i 10 balonów. 
Łącznie w jednostce w okresie I wojny światowej służyło ponad 24 asów myśliwskich m.in.: 
George McElroy (30), Edward Mannock (16), Albert Earl Godfrey (13), Arthur William Keen (13), Louis Bennett Jr. (12), Reed Landis (12), Ian Napier (12), William Harrison (11), Gwilym Hugh Lewis (10), Indra Lal Roy (10), John Henry Tudhope (10), Roderic Dallas (9), Edwin Benbow (8), Ivan Hind (8), Herbert Ellis (7), William MacLanachan (7), Gilbert John Strange (7), John Barlow (6), William Bond (5), Gerard Crole (5), George Dixon (5), Robert Norwood Hall (5), Donald Murmann (5), John Wallwork (5), Charles William Cudemore (2).
Piloci eskadry latali na samolotach Royal Aircraft Factory F.E.8, Nieuport 17, Nieuport 23, Nieuport 27 oraz Royal Aircraft Factory S.E.5.
Jednostka została rozwiązana w 1919 roku.
W 1931 eskadrę ponownie powołano do życia, tym razem nie jako myśliwską tylko jako bombową.
W czasie II wojny światowej piloci jednostki latali na lekkich bombowcach Bristol Blenheim oraz Vickers Wellington. W pierwszej fazie wojny samoloty eskadry operowały z terytorium Anglii atakując cele we Francji, krajach Beneluxu oraz Niemczech. W drugiej fazie wojny jednostka była wyposażona już tylko w samoloty dalekiego zasięgu Vickers Wellington i z baz na Bliskim Wschodzie bombardowała cele w Afryce Północnej, Sycylii, Krecie, Grecji i we Włoszech. W ostatniej fazie wojny jednostkę wyposażono także w samoloty Consolidated B-24 Liberator i z bazy Foggia Main na terytorium Włoch atakowała cele w północnych Włoszech oraz na Bałkanach. W marcu 1945 roku jednostka został w pełni wyposażona w samoloty Liberator i przeniesiona w październiku do bazy w Egipcie. Od stycznia 1946 roku jednostkę przezbrojono w samoloty Avro Lancaster, a w kwietniu 1947 została rozwiązana. 
1 grudnia 1947 ponowie sformowano No. 40 Squadron RAF w Abington jako jednostkę transportową i wyposażono w samoloty Avro York. Jednostka brała udział w mostach powietrznych do Berlina. Jednostkę ponownie rozwiązano 15 marca 1950 roku. 
Powołana do życia po raz trzeci w październiku 1953 roku jednostka została uzbrojona w samoloty bombowe English Electric Canberra i operowała z bazy w Coningsby. 1 lutego 1957 po połączeniu z No. 50 Squadron RAF roku eskadrę rozwiązano.